# Brandon Paulson

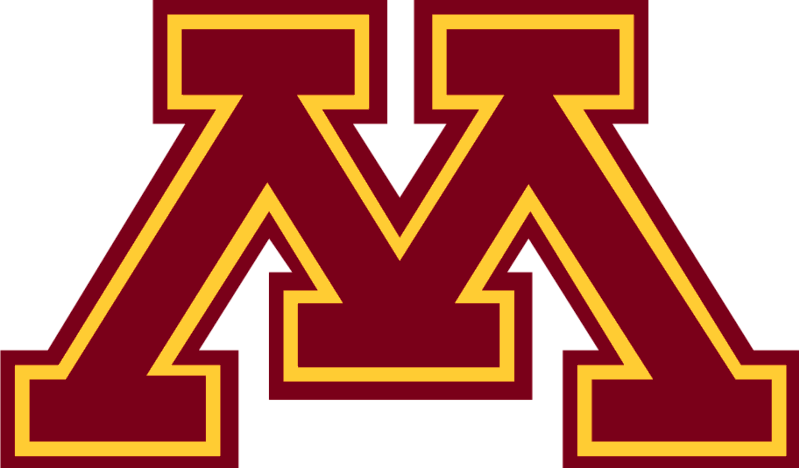
Zawodnik Minnesota Golden Gophers

Brandon Douglas Paulson (ur. 22 października 1973) – amerykański zapaśnik w stylu klasycznym. Srebrny medalista z Atlanty 1996 w wadze do 52 kg. Drugie miejsce w Mistrzostwach Świata 2001 i igrzyskach panamerykańskich z 2003 roku. Trzecie na mistrzostwach panamerykańskich w 2000. Czwarty w Pucharze Świata w 2001 roku.
Zawodnik Anoka High School z Anoka i University of Minnesota. All-American w NCAA Division I w 1998, gdzie zajął siódme miejsce.